# Detlef von Köller
Detlef Karl von Köller (* 20. Juli 1866 in Görke bei Cammin i. Pom.; † 21. Oktober 1931 in Potsdam) war ein deutscher Verwaltungsjurist.

## Leben
Er stammte aus der pommerschen uradligen Familie Köller. Seine Eltern waren der Kreisrichter und Herr auf Karow Hans Julius von Köller (* 22. Mai 1824; † 10. Mai 1901) und dessen Ehefrau die Freiin Albertine Justine Marie Henriette von Bothmer (*  12. Oktober 1833).
An der Ruprecht-Karls-Universität Heidelberg studierte er Rechtswissenschaften und wurde 1887 im Corps Saxo-Borussia Heidelberg recipiert. Nach dem Studium trat er in den preußischen Staatsdienst. Von 1896 bis 1898 war er Regierungsreferendar bei der Regierung in Stettin und der Regierung in Potsdam. Von 1906 bis 1921, also bis in die Zeit des Freistaats Preußen, war er Landrat im Kreis Pyritz. Als Regierungsrat starb er mit 65 Jahren.
Er heiratete am 31. März 1902 Thekla Charlotte Louise Wanda, verwitwete von Roennebeck, geborene von Leipziger (* 22. Juli 1875; † 2. Januar 1949), eine Tochter des Generals Wilhelm Ernst von Leipziger und der Luise von Wyschetzka (* 1849; † 1911). Das Paar Wanda und Detlef von Köller hatte wenigstens zwei Söhne, einen Enkel und zwei Urenkel:
- Hans Henning (* 23. Februar 1903; † 17. Juni 1966), Bankbeamter; zweimal verheiratet, keine Nachfahren
- Jürgen (* 28. Dezember 1909), Rechtsanwalt; Oberregierungsrat a. D., Vorstand Bayr. Vereinsbank i. R.; Sohn Paul Detlef Karsten (* 5. Januar 1940), Dr. jur., Bankangestellter; zwei Söhne